# Berg (đô thị)
Đô thị Berg (Bergs kommun) nằm ở hạt Jämtland ở miền trung Thụy Điển. Thủ phủ là Svenstavik.
Đô thị hiện tại đã được lập năm 1971 khi Berg cũ được hợp nhất với 4 đơn vị khác.

## Các đơn vị trực thuộc
- Hackås
- Myrviken
- Oviken
- Rätan
- Svenstavik (thủ phủ)
- Åsarne

Bản mẫu:Localities in Berg Municipality